# 다대포 무장간첩 침투 사건
다대포 무장간첩 침투 사건(多大浦武裝間諜浸透事件)은 1983년 12월 4일 간첩선을 타고 부산 다대포로 침투하던 북한의 무장간첩이 대한민국 국군에 발각되어 간첩선은 격침되고 2명의 간첩이 생포된 사건이다.

## 배경
아웅 산 묘역 테러 사건
다대포 무장간첩 침투는 북한의 인민무력부 정찰국이 당시 대한민국의 대통령이었던 전두환을 살해할 목적으로 폭탄을 터뜨려 그 수행원 중 17명을 사망하게 한 1983년 10월의 미얀마 아웅 산 묘역 테러 사건이 발생한 지 55일만에 발생한 사건이었다.
공작 모선
길이 28 m, 80톤급으로 최고속력 50노트에 20 ~ 22명이 승선 가능하다. 무기로는 열추적 휴대용 지대공 미사일 4발, 107mm 로켓포 2문, 7.62mm 기관총 2문, 40mm 측탄총 2문, 고사기관총 2문을 보유하고 있으며, 레이다와 송수신 무전기를 갖추었다.
공작 자선
길이 8 m, 5톤급으로 최고 속력 35노트에 8 ~ 10명이 승선한다. 무기로는 107mm 로켓포 2문, 7.62mm 기관총 1문, 측탄총 2문, 시한폭탄 1 ~ 2개를 보유하고 있으며, 레이다와 야시경, 송수신 무전기를 갖추었다.
안내공작원
체코제 권총 1정, 실탄 120발, 무성권총, 수류탄 2~4발, 단검, 무전기 등을 소지하였다.

## 사건 경위
첫 보도
1983년 12월 4일 상오 5시 30분, 대간첩대책본부에서는 국방부기자실에서 '3일밤 10시 40분경 부산 다대포 해안으로 침투하던 간첩 2명을 근무 중이던 육군 초병이 발견하고 유인, 교전 끝에 생포하였고, 도주하던 무장간첩선 1척을 밤11시경 영도 남방 9 km 해상에서 격침시켰다'고 발표하였다.
간첩 포획
토요일이면서 그믐날인 1983년 12월 3일 밤 10시 30분경, 30 m 전방에서 개펄을 지나 백사장으로 침투하던 간첩 2명을 발견, 10 m 전방까지 접근하기를 기다려 조명탄을 터뜨리고 5명의 초병이 5분간 격투 끝에 생포에 성공하였다. 간첩들이 소지했던 장비들은 아웅 산 폭파 사건의 범인들이 소지했던 것과 동일한 것으로 확인되었다고 보도되었다.
그런 당시 보도와 달리 2003년 9월 25일 열린 국가보훈처에 대한 국정감사에서 국회 정무위원회 엄호성 의원은 '다대포 사건에서 무장공비를 생포한 것은 육군 초병이 아닌 HID 소곡 특수요원이었으며 정보기관에서 침투 정보를 미리 입수해 한 달 전부터 특수훈련을 시켜 생포에 성공하 것이었다.
간첩선 격침
간첩선은 5톤급의 소형으로 속도가 빨랐다. 조명탄이 터지자 다대포 앞 해상 300 m 에 있던 무장 간첩선이 도주하였고, 연락을 받고 출동한 해군과 공군이 추격하다가 밤 11시경 영도 남방에서 고속정으로 들이받아 격침시켰다. 간첩선에 남아 있던 3명은 사망한 것으로 추정되었다.
침투 경로
대간첩대책본부의 12월 6일 발표에 의하면, 간첩들은 일본 어선을 가장한 공작모선을 타고 11월 30일 오후 1시 원산항의 해상 연락소를 출발하여 공해를 따라 남쪽으로 이동, 12월 3일 오후 5시경 대마도 동북방 해상에 머물렀고, 5명이 공작자선을 타고 모선에서 분리, 오후 9시 40분경 다대포 인근 해상에 도착하였다.

## 인양
대간첩대책본부는 12월 20일, 격침된 간첩선에 승선했던 무장간첩의 시신 1구를 다대포 해수욕장 인근 해상에서 발견, 인양했다고 발표하였다.
태종대 북서쪽 해저 30m에 침몰된 간첩선은 128일만인 1984년 4월 9일 대한민국 해군구조단에 의해 인양되었다. 선내 조종실에서는 1구의 시신이 발견되었다.

## 원인 분석
침투 이유
일부 언론에서는 북한이 무장간첩을 침투시킨 것은 대한민국의 후방에 혼란을 조성하여 내부에서 무장봉기가 일어난 것처럼 위장하기 위한 것으로 추측하기도 하였다. 대간첩대책본부에서는 12월 8일 발표에서 생포된 간첩들은 이미 침투한 간첩과 만나 부산 일대 주요 국가 기관시설을 폭파, 인명을 살상하여 사회 혼란을 조성하고 함께 월북할 계획이었다고 설명하였다.

## 사후 처리 및 사회적 여파
북한의 반응
북한은 사건 7일 후인 12월 11일 《로동신문》과 평양방송을 통하여 이 사건을 남한측이 꾸며낸 자작극이라 주장하였다.
군 철조망 설치와 제거
침투 사건 이후 다대포 해수욕장 주변에는 군 철조망이 쳐졌다. 이 3.37 km 구간의 철조망은 군 경비병력이 철수한 후 방치되다가 2002년 1.33 km 구간이, 2007년에 나머지 구간이 철거되었다.
만경봉호의 입항
무장간첩 침투 19년만인 2002년에 부산 아시안 게임에 출전한 북한 선수들을 위한 응원단을 태우고 북한을 출발한 만경봉호가 다대포에 입항하여 주목을 받았다.

## 같이 보기
- 강릉지역 무장공비 침투사건 (1996)
- 최정남·강연정 부부간첩 사건 (1997)
- 속초 잠수정 침투 사건 (1998)
- 여수 반잠수정 침투 사건 (1998)